# Selva
Selva là một comarca (hạt) của Catalonia, Tây Ban Nha.
Selva giáp với các comarca Maresme, Vallès Oriental, Osona, Garrotxa, Gironès, và Baix Empordà.

## Các đô thị
Dân số năm 2001.
- Amer - 2.182
- Anglès - 4.739
- Arbúcies - 5126
- Blanes - 30.693
- Breda - 3.381
- Brunyola - 357
- Caldes de Malavella - 4.225
- La Cellera de Ter - 1.987
- Fogars de la Selva - 806
- Hostalric - 2.912
- Lloret de Mar - 34.997 (as of 2007)
- Massanes - 565
- Maçanet de la Selva - 4.010
- Osor - 206
- Riells i Viabrea - 2.264
- Riudarenes - 1.281
- Riudellots de la Selva - 1.584
- Sant Feliu de Buixalleu - 702
- Sant Hilari Sacalm - 5.036
- Sant Julià del Llor i Bonmatí - 989
- Santa Coloma de Farners - 9.169
- Sils - 3.248
- Susqueda - 98
- Tossa de Mar - 4.366
- Vidreres - 4.978
- Vilobí d'Onyar - 2.250